# Wilkenburg

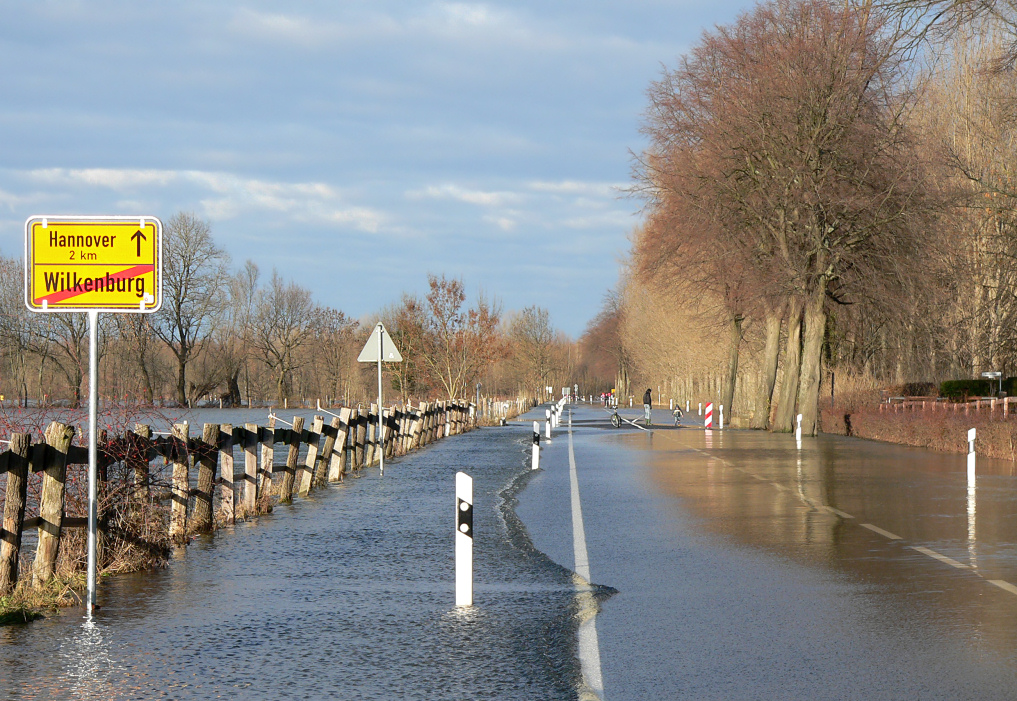
Überflutete Straße beim Hochwasser der Leine im Januar 2011

Wilkenburg ist ein Ortsteil der Stadt Hemmingen in der Region Hannover in Niedersachsen.

## Geografie
Wilkenburg liegt am östlichen Rand des Calenberger Landes südlich der niedersächsischen Landeshauptstadt Hannover (8 km bis zum hannoverschen Stadtzentrum), linksseitig (westlich) der Alten Leine, einem ehemaligen Nebenarm der Leine, und grenzt an die Hemminger Ortsteile Hemmingen-Westerfeld, Arnum und Harkenbleck. Östlich des Ortes erstreckt sich die Leinemasch, auch Leineaue genannt, mit dem ehemaligen Naturschutzgebiet Alte Leine (2021 im Naturschutzgebiet Leineaue zwischen Hannover und Ruthe aufgegangen). In der Wilkenburger Gemarkung liegen mehrere durch Kiesabbau entstandene Teiche (z. B. Schragesee, Steinfeldsee). Außerdem entspringt in Wilkenburg der Seniebach. Über Jahrhunderte war der sich nördlich der St.-Vitus-Kirche befindliche Gutshof als größter Arbeitgeber wirtschaftlicher Mittelpunkt des Ortes. Heute sind die weitaus meisten Einwohner Pendler, die im nahen Hannover beschäftigt sind. Südlich des dörflichen Kerns um Kirche und Gut sind nach dem Zweiten Weltkrieg überschaubare Wohngebiete mit Einfamilienhausbebauung entstanden.

## Geschichte
Im Jahr 1992 wurden bei luftbildarchäologischen Prospektionen Spuren des etwa 30 Hektar großen Römischen Marschlagers von Wilkenburg entdeckt, das Platz für etwa 20.000 römische Soldaten bot. Den archäologischen Untersuchungen ab dem Jahr 2015 zufolge ist das Lager am wahrscheinlichsten zwischen den Jahren 1 und 5 n. Chr. noch vor der Varusschlacht 9 n. Chr. entstanden.
Ausgrabungen zwischen Wilkenburg und Harkenbleck, bei denen Scherben von Tongefäßen, Teile von Bronzeschmuck, Lehmfragmente von Hüttenwänden und Knochen gefunden wurden, ergaben, dass sich dort eine Germanensiedlung aus dem 1. bis 4. Jahrhundert n. Chr. befand.
In einer undatierten, während der Amtszeit des Bischofs Sigward von Minden (1120–1140) gefertigten Urkunde wird der Ort als Welekenborge (Burg des Waleg oder Weleko) als Lehen des Bischofs erstmals urkundlich erwähnt. Neben der Siedlung gab es bereits früh eine Burganlage, vermutlich eine Wasserburg, ähnlich der am gegenüberliegenden östlichen Leineufer gelegenen Retburg, und einen dazugehörigen Wirtschaftshof. Das langsam fließende Wasser der Leine wurde in den Burggraben umgeleitet und bot so zusätzlichen Schutz. Strategische Bedeutung hatte die Welekenborg, weil sie sich in der östlichen Ecke des Bistums Minden befand und so Teil der Grenzsicherung war. Am gegenüberliegenden Ufer lagen das Bistum Hildesheim und die Besitzungen der Herzöge von Braunschweig und Lüneburg. Zudem konnten die Burgherren den Handel auf der damals schiffbaren Leine und den Verkehr auf zwei Handelswegen (Bremen–Sachsen, Lübeck–Frankfurt) kontrollieren, die sich in der Nähe kreuzten. Die heute nicht mehr existierende Burg, aus der das spätere Rittergut Wilkenburg hervorging, war von 1215 bis 1904 im Besitz der Familie von Alten.
Im Zuge der Gebietsreform verlor Wilkenburg seine kommunale Eigenständigkeit, als es am 1. März 1974 einer der sieben Ortsteile der neuen Gemeinde Hemmingen wurde.

## Politik

### Stadtrat und Bürgermeister
Wilkenburg wird auf kommunaler Ebene vom Rat der Stadt Hemmingen vertreten.

### Wappen
Der Entwurf des Kommunalwappens von Wilkenburg stammt von dem Heraldiker und Grafiker Alfred Brecht, der sämtliche Wappen in der Region Hannover entworfen hat. Die Genehmigung des Wappens wurde am 27. Juni 1960 durch den Regierungspräsidenten in Hannover erteilt.
| Wappen von Wilkenburg | Blasonierung: „In Blau eine gequaderte, silberne Zinnenmauer, überragt von dem silbernen Turm der Wilkenburger Kirche, der von einem gezinnten und einem spitzbedachten, silbernen Turm flankiert ist; im Tor der (senkrecht gestellte) Dreieckschild des Geschlechtes von Alten (in Silber sieben schrägrechts aneinandergereihte, rote Rauten mit goldenen Nägeln).“ |
| Wappen von Wilkenburg | Wappenbegründung: Aus dem Jahre 1308 stammt eine wichtige Urkunde für die Ortsgeschichte. Sie ist gleichermaßen wertvoll auch für das Rittergeschlecht von Alten. Eberhard von Alten und sein Sohn Johannes haben diese Urkunde in Wilkenburg ausgefertigt. Damit ist erwiesen, dass dieses Geschlecht des niedersächsischen Uradels hier die Burg besaß und mit der Frühgeschichte des Dorfes eng verwoben ist. Wir wissen ferner, dass 1425 Heineke von Alten die im Lüneburgischen Erbfolgekriege zerstörte Feste Wilkenburg eigenmächtig wieder aufgebaut hatte und dass noch 1613 Ewert von Alten und 1645 Bodo von Alten als Inhaber des Patrimonialgerichts bestätigt sind. Auf diesen historischen Tatsachen ist das Gemeindewappen aufgebaut, das der Rat der Gemeinde am 13. Mai 1960 beschlossen hat. |

## Kultur und Sehenswürdigkeiten

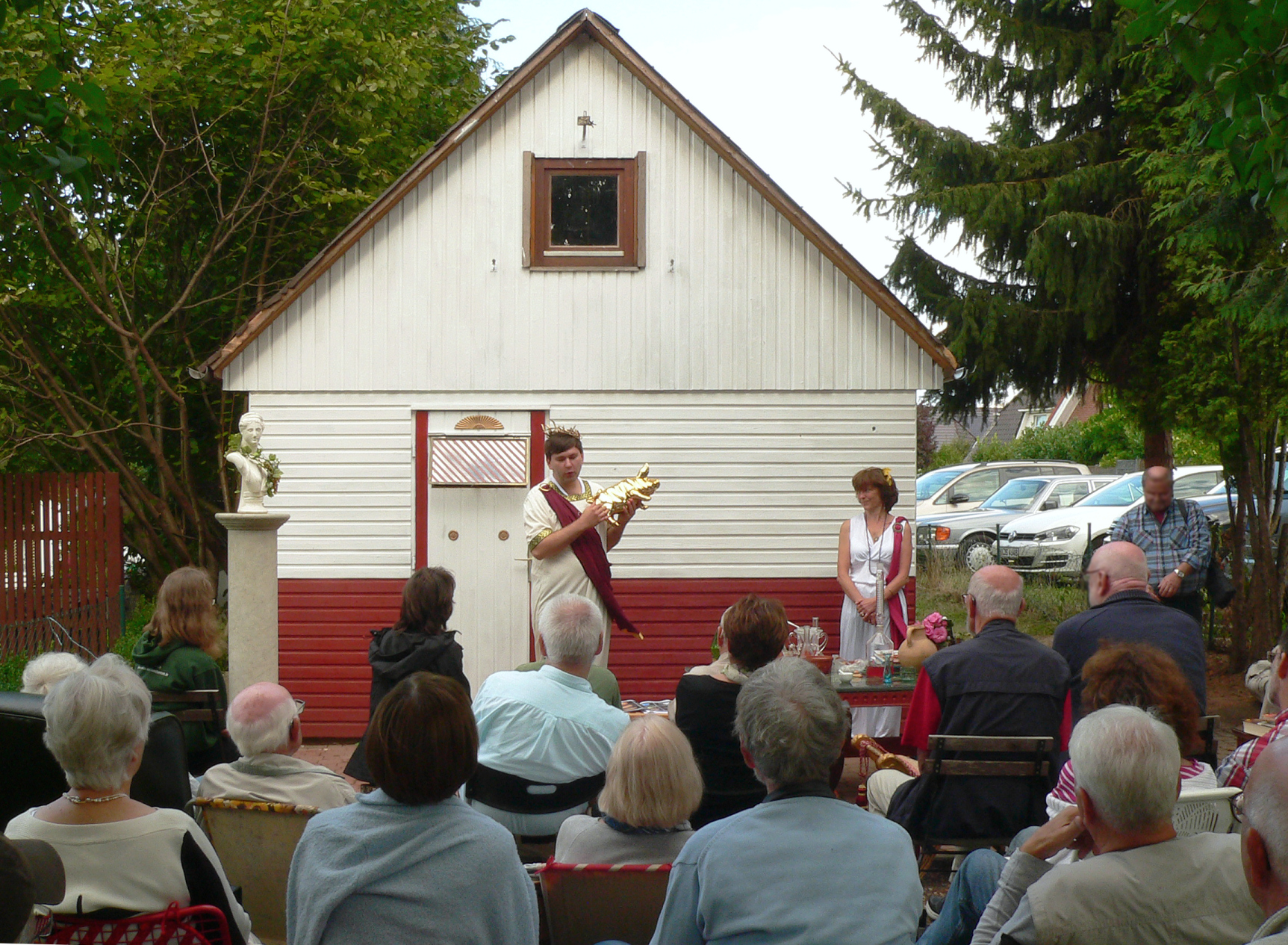
Informationscenter am Rande des Römischen Marschlagers von Wilkenburg

- Die St.-Vitus-Kirche wurde erstmals in einer Urkunde des Mindener Bischofs Sigward erwähnt, die auf 1140 datiert wird. Zunächst als Eigenkirche der in Wilkenburg ansässigen Grundherrn errichtet, ist sie heute Gemeindekirche der evangelisch-lutherischen St.-Vitus-Kirchengemeinde Wilkenburg-Harkenbleck. Das Kirchenschiff des in der ersten Hälfte des 12. Jahrhunderts als romanische Saalkirche erbauten Gotteshauses stellt den ältesten Teil des heutigen Kirchengebäudes dar. Der sich östlich anschließende Chor stammt vermutlich aus der zweiten Hälfte des 12. Jahrhunderts. Ihre heutige Gestalt erhielt das Kirchengebäude im Wesentlichen durch umfangreiche Umbaumaßnahmen im 18. Jahrhundert (u. a. Vergrößerung der Fenster an der Südwand, Errichtung des Mansarddaches mit Dachfenstern, Aufmauerung einer neuen Westfassade, Bau des Fachwerkobergeschosses und der Dachhaube des Turms.)[5]
- Drei Apfelsorten sind von dem aus Wilkenburg stammenden Pomologen Johann Georg Conrad Oberdieck nach Wilkenburg benannt: Wilkenburger Währapfel, Wilkenburger Herbst-Reinette und Wilkenburger Zitronen-Reinette.[6]
- Der Steinfeldsee ist ein ehemaliger Kiesteich, der nach der Auskiesung der Natur überlassen wurde. Als Teil des Naturschutzgebiets „Alte Leine“ ist er seit seiner Unterschutzstellung 1996 das einzige Gewässer in Hemmingen, das keiner menschlichen Nutzung unterliegt und daher ein vielgestaltiger Lebensraum insbesondere für seltene Vogelarten ist. Von Oktober bis März ist der Steinfeldsee Rast- und Überwinterungsplatz auch für seltene Vogelarten. Die am See liegende Beobachtungshütte bietet gute Möglichkeiten zur Vogelbeobachtung.
- Am Rande des Römischen Marschlagers von Wilkenburg, dessen Reste auf einer Ackerfläche liegen, besteht seit 2018 ein kleines Informationscenter. Es wird von der Arbeitsgemeinschaft Römer AG Leine (RAGL) betrieben, die über das Marschlager durch monatliche Vorträge und Führungen informiert.

### Baudenkmale
→ Siehe: Liste der Baudenkmale in Wilkenburg

### Regelmäßige Veranstaltungen
Überregional bekannt sind das jährlich stattfindende Reitturnier des 1974 gegründeten RV Wilkenburg auf dem Turniergelände an der Wilkenburger Straße sowie das Wilkenburger Kürbisfest, welches auf dem Gutshof der Familie von Campe stattfindet und mit ca. 7000 Besuchern die größte Veranstaltung in Hemmingen ist.

## Verkehr
Über die L 389 bestehen radwegbegleitete Straßenverbindungen nach Hannover-Wülfel und Arnum (hier Anschluss an die  Bundesstraße 3) sowie nach Hemmingen-Westerfeld und Hannover-Döhren und über die K 222 nach Harkenbleck. Die Straßenverbindungen nach Hannover, Hemmingen-Westerfeld und Harkenbleck werden aufgrund von Hochwasser der über die Ufer tretenden Leine regelmäßig wegen Überflutung gesperrt. Buslinien der RegioBus Hannover GmbH verbinden Wilkenburg mit dem hannoverschen Stadtbahnnetz.

## Persönlichkeiten

### Söhne und Töchter des Ortes
- Carl August Graf von Alten (1764–1840), hannoverscher General und Minister, der sich u. a. bei der Schlacht von Waterloo hervortat, er wurde im Backstein-Mausoleum, dessen Ruine sich auf einer aufgeschütteten Insel im heutigen Naturschutzgebiet Sundern bei Wilkenburg befindet beigesetzt
- Johann Georg Conrad Oberdieck (1794–1880), ev. Pfarrer und Pomologe

### Personen, die mit dem Ort in Verbindung stehen
- Nikolaus Baring (1607–1648), Prediger, war von 1636 bis 1641 Prediger in Wilkenburg
- Martin Chilian Stisser (1635–1707), lutherischer Theologe und Generalsuperintendent der Generaldiözese Grubenhagen und auf dem Harz, war von 1662 bis 1671 Pastor in Wilkenburg
- Georg Ludwig Friedrich Laves (1788–1864), Architekt, Stadtplaner und Bauingenieur, baute 1817 das Palais des Generals Carl August Graf von Alten (später Friederikenschlösschen genannt) und er entwarf 1842 das Mausoleum für den Grafen in Wilkenburg (Sundern)
- Viktor von Alten (1800–1879), königlich hannoverscher Geheimer Rat, war u. a. Erbherr auf Wilkenburg
- Christoph August Gersting (1802–1872), Maurermeister, Baumeister, Senator und Architekt, war an dem Bau des Mausoleums für den Grafen Carl von Alten in Wilkenburg (Sundern) beteiligt
- Hermine Luise Auguste von Schminke (1806–1868), Tochter des kurfürstlich hessischen Staatsministers Friedrich Christoph von Schminke, starb in Wilkenburg (→ Siehe unter: Viktor von Alten)
- Conrad Wilhelm Hase (1818–1902), Architekt und Hochschullehrer, galt als einer der bedeutendsten Vertreter der Neugotik des 19. Jahrhunderts, fertigte 1842 das Mausoleum für den Grafen Carl von Alten in Wilkenburg (Sundern)
- Heinz Goesmann (1920–2010), Architekt, baute die Schießsportanlage in Wilkenburg